# HED (meteorito)
Los meteoritos HED son un clan (subgrupo) de acondritas. La sigla que los denomina (HED) surge de los tres grupos que los componen, a saber: howarditas, eucritas y diogenitas. Estas acondritas tienen su origen en un cuerpo parental diferenciado de las restantes y experimentaron un proceso ígneo extensivo bastante similar al padecido por las rocas magmáticas de la Tierra. Por esta razón se parecen muy estrechamente a las rocas ígneas terrestres.

## Clasificación

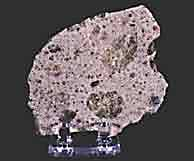
El meteorito Johnstown, una diogenita.

Los meteoritos HED son ampliamente clasificados en:
- howarditas,
- eucritas,
- diogenitas.

Los dos últimos grupos contienen una gran cantidad de subgrupos.
Los meteoritos HED componen alrededor del 5 % de todas las caídas, las cuales están conformadas por alrededor de un 60 % de acondritas.

## Origen

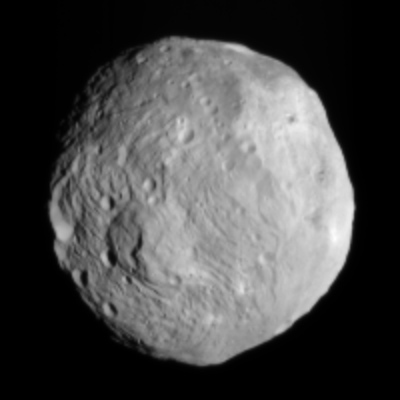
El asteroide (4) Vesta.

Se piensa que todos estos meteoritos se han originado en la corteza del asteroide Vesta, debiéndose sus diferencias a la historia geológica de la roca parental. Sus etapas de cristalización han sido determinadas a partir de los coeficientes de radioisótopos, entre los 4,43 y 4,55 millones de años. Los meteoritos HED son meteoritos diferenciados, los que fueron creados por procesos ígneos producidos en la corteza del asteroide parental.
Se cree también que la forma en la que este grupo llegó a la Tierra desde su cuerpo parental, el asteroide Vesta, ha sido el siguiente:
1. Un impacto en el asteroide 4 Vesta produjo la eyección de restos, creando un pequeño grupo de asteroides tipo V de unos 10 km de diámetro o menos. Estos deshechos asteroideos pudieron, o bien ser eyectados como tales, o se formaron de restos más pequeños. Algunos de estos pequeños asteroides formaron la llamada familia Vesta, mientras que otros se esparcieron algo más lejos.[7] Se piensa que este evento ocurrió hace menos de mil millones de años.[8] Existe un enorme cráter producto de un impacto en el (4) Vesta que cubre gran parte del hemisferio sur, el cual es el mejor candidato como sitio de este impacto. La cantidad de roca que fue excavada en ese lugar es más que suficiente para formar todos los asteroides tipo V conocidos.
2. Algunos de los asteroides eyectados más lejos terminaron en la resonancia 3:1 de los Huecos de Kirkwood. Esta es una región inestable debido a las fuertes perturbaciones de Júpiter, y los asteroides que terminan aquí son expelidos hacia órbitas lejanas y diferentes en una escala temporal de aproximadamente 100 millones de años. Algunos de estos cuerpos son perturbados hacia las órbitas cercanas a la Tierra formando los asteroides tipo V como, por ejemplo, el (3551) Verenia, el (3908) Nix, o el (4055) Magallanes.
3. Más tarde, pequeños impactos en estos objetos cercanos a la Tierra desprendieron meteoritos del tamaño de rocas, algunos de los cuales impactaron en nuestro planeta. Basados en las medidas de exposición a la radiación cósmica, se piensa que la mayor parte de los meteoritos HED surgieron de varios distintos eventos de este tipo y estuvieron en el espacio entre 6 millones y 73 millones de años antes de impactar la Tierra.[9]